# Joueur de jeux vidéo
« Gamer » redirige ici. Pour les autres significations, voir Gamer (homonymie).

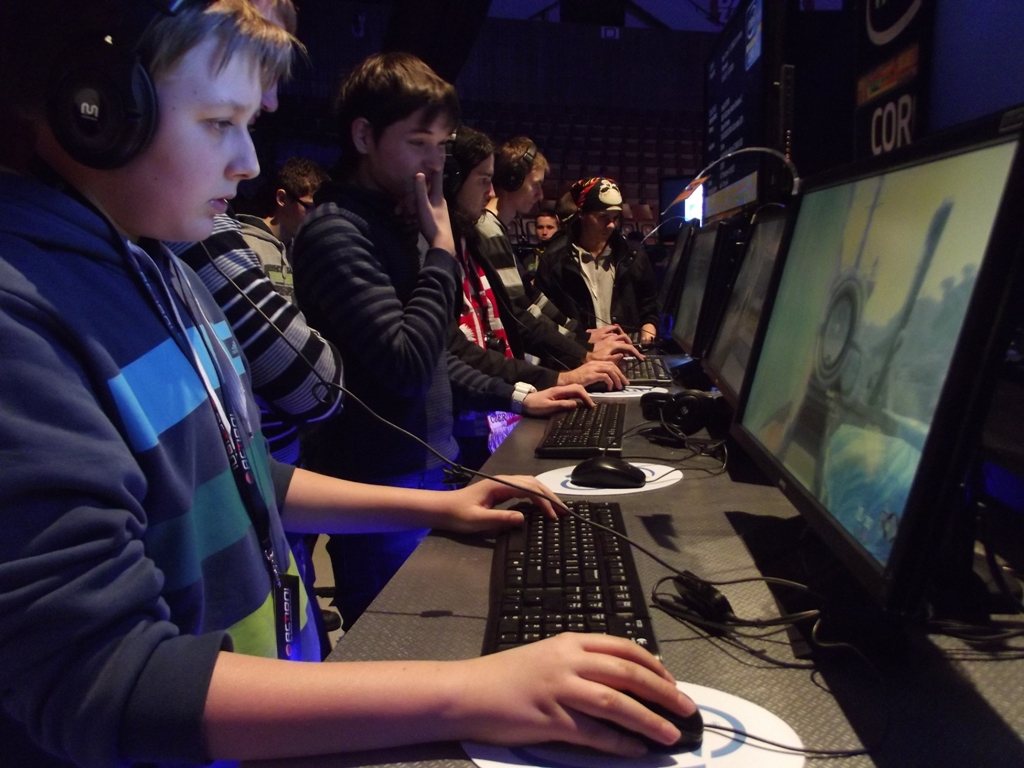
Participants à un tournoi d'esport en 2013.

Un joueur de jeux vidéo, ou par anglicisme gamer ou gameur,, est une personne s'adonnant aux jeux vidéo. On distingue le joueur occasionnel (casual gamer), le joueur passionné (hardcore gamer) et le joueur professionnel (pro gamer).
Chaque jeu, par son niveau de difficulté, la plate-forme sur laquelle il se pratique (PC, consoles, téléphones portables, bornes d'arcade, etc.), le nombre de joueurs autorisé, l'univers de jeu proposé, etc., cible un type de joueur ou essaie d'attirer le plus large public, créant ainsi des communautés de joueurs, qui peuvent se rassembler et échanger dans les magasins de jeu vidéo, sur internet, dans le jeu en lui-même s'il est en ligne lors d'un tournoi en réseau local (LAN party).
On peut classer aussi les joueurs selon le temps passé par semaine à jouer, le caractère rémunéré ou non de leur activité (sport électronique) et l'appartenance à une communauté de joueurs, comme ceux qui pratiquent exclusivement les jeux rétro ou ceux qui ne s'intéressent qu'aux jeux en provenance du Japon (otaku).

## Histoire
En 1983, une première définition est donnée au jeu vidéo et au joueur: 

« Le joueur ne cherche pas à contrôler le système pour s'en servir comme d'un outil. Il désire cette maîtrise pour elle-même. C'est une fin contradictoire, car la maîtrise du jeu vidéo s'identifie presque à un asservissement au sens cybernétique du terme. Le joueur contrôle le jeu lorsqu'il optimise à chaque instant ses réactions aux situations créées par le programme. Le sujet humain devient alors un opérateur fonctionnant à l'intérieur d'une boucle machine-homme-machine »

— Compagnie de Jésus, Études : revue fondée en 1856 par des Pères de la Compagnie de Jésus, juillet 1983 

« Le jeu vidéo vous fait agir comme un robot, (...). Or le jeu est un reflet de la société où il naît. Avez-vous lu Le meilleur des mondes (Huxley) ? La société y est divisée en classes, (...) tous sont conditionnés. Le jeu vidéo est un jalon dans l'évolution qui conduit au Meilleur des Mondes. »

— Compagnie de Jésus, Études : revue fondée en 1856 par des Pères de la Compagnie de Jésus, juillet 1983 
Ultérieurement apparaissent des évolutions notamment avec les jeux en réseau.

## Typologie

### Joueur occasionnel
Le joueur occasionnel, en anglais casual gamer (parfois abrégé en casu) est un joueur dont le temps ou l'intérêt au jeu vidéo est limité, voire qui ne se considère pas comme un joueur. Sa pratique du jeu est irrégulière et faible et il aura donc plutôt tendance à chercher des jeux aux règles simples, comme Tetris ou Pac-Man par le passé, ou la série FIFA de nos jours (même si la série possède une scène compétitive).
Depuis les années 2000, des jeux à la difficulté réduite et à la prise en main rapide, sur les réseaux sociaux et les téléphones par exemple, ont permis d'attirer de plus en plus de nouveaux joueurs avec des objectifs complètement différents des passionnés.
La place croissante des joueurs occasionnels dans le marché du jeu vidéo a pu susciter des critiques de la part des autres joueurs et aussi parfois de certains cadres, chez les éditeurs,.

### Joueur passionné
Contrairement au joueur occasionnel, le hardcore gamer (en français, « joueur passionné » ou « hyperjoueur ») cherche la compétition et la performance via le jeu vidéo.
Pour atteindre cet objectif, le joueur va jouer très régulièrement et s'intéressera plus à des jeux longs ou aux règles complexes. Hardcore gamer est ainsi fréquemment utilisé pour désigner les joueurs de jeux de stratégie en temps réel, de jeu de tir à la première personne (FPS), de jeux de rythme, de jeux d'arcade, de jeux de combat, de jeux de course et de jeu de rôle en ligne massivement multijoueur (MMORPG).
Le joueur passionné veut obtenir de bons scores, en solo ou en équipe, et explorer un jeu entièrement pour en dénicher ses subtilités. Dans cette optique, il refera plusieurs fois le même jeu, pour débloquer toutes les quêtes annexes ou augmenter le niveau de difficulté ou finir le jeu avec des contraintes supplémentaires (les speedruns sont un exemple de cette pratique).
Le terme hardcore gamer, est une désignation plutôt positive, à la différence des termes « nerd » et « nolife », à connotation plutôt péjorative. Le hardcore gamer peut être ainsi considéré comme un joueur expérimenté, talentueux, ayant une grande culture du jeu vidéo et du matériel informatique destiné à cette pratique.

### Joueur professionnel
Le terme de pro gamer master (parfois abrégé en « pgm »), désigne une personne qui ne joue plus uniquement par pur plaisir, mais qui a une rémunération en échange d'un sponsoring lui donnant des contraintes et des objectifs à atteindre dans les différents tournois auquel il participe.
L'ensemble des compétitions entre joueurs est appelé sport électronique ou e-sport. En Corée du Sud, le sport électronique atteint une dimension telle que les matchs et les résultats des compétitions sont diffusés sur les chaînes nationales et peuvent avoir lieu dans des stades. En France, le nombre de joueurs professionnels est estimé en juillet 2016 à plus d'une centaine.
Tout comme dans le sport, il existe des records de jeux vidéo, basé sur le score.

### Critique des catégorisations occasionnel / habitué
Selon le concepteur de jeux vidéo Yoshiaki Koizumi et le producteur Shigeru Miyamoto, qui ont débattu de l'existence de telles catégories lors de la réalisation du jeu Super Mario Galaxy (2007) sur Wii, il n'y a pas lieu de séparer les joueurs de cette façon car le jeu vidéo est un loisir que chacun devrait pouvoir exercer. Pour eux, les développeurs doivent considérer les joueurs comme un seul grand groupe et faire en sorte de créer un jeu qui plaise au plus grand nombre.
Ils expliquent avoir imaginé des astuces concrètes pour mettre ceci en application dans Super Mario Galaxy, par exemple en attribuant seulement trois quartiers de vie au joueur, contre huit dans les précédents Mario, avec en contrepartie plus de vies à récupérer dans les niveaux, permettant ainsi de faire jouer les joueurs occasionnels et les joueurs habitués au même jeu, sans que ce soit trop difficile pour les uns ou trop facile pour les autres.

### Autres catégorisations
Il existe encore bien d'autres typologies de joueurs. Ainsi, le développement des free-to-play avec les microtransactions internes aux jeux, rend visible la différence d'investissement financier parmi les joueurs, les « baleines » (« whales » en anglais) étant la minorité dépensant le plus,,,.

#### Typologie de Bartle
L'universitaire anglais Richard Bartle a étudié les motivations des joueurs pour les jeux en ligne massivement multijoueur. La typologie de Bartle définit quatre types de joueurs :
- le tueur (Killer) : tourné vers la compétition, cherche à dépasser les autres joueurs
- le socialisateur (Socializer) : tourné vers l'interaction avec les autres joueurs
- l'accomplisseur (Achiever): motivé par la collecte de récompenses et de trophées contenus dans le jeu
- l'explorateur (Explorer) : motivé par la découverte et l'exploration de l'univers du jeu

## Sport électronique

### Pratique
Le sport électronique (souvent appelé esport) est la pratique sur Internet ou en LAN-party d'un jeu vidéo seul ou en équipe, par le biais d'un ordinateur ou d'une console de jeux vidéo. La dénomination se répand au début des années 1990 avec l'arrivée des premiers jeux en réseau, notamment les First Person Shooter (FPS), comme Quake III Arena, Unreal Tournament ou Painkiller, prenant de plus en plus d'importance à partir des années 2000. Le sport électronique à haut niveau est souvent financé par les sponsors et par les revenus générés par la diffusion en streaming.
Les meilleurs acteurs mondiaux du sport électronique se rencontrent lors de tournois tels que l'Electronic Sports World Cup (ESWC), la Major League Gaming (MLG), la Cyberathlete Professional League (CPL) ou encore l'Evolution Championship Series (EVO).

### Joueurs professionnels
La liste ci-dessous détaille quelques joueurs professionnels de jeu vidéo parmi les plus connus. Cette liste n'a pas vocation à être exhaustive.

## Communautés de joueurs
Une communauté de joueurs va se réunir autour d'un jeu ou d'une série de jeux, voire d'une plateforme de jeu, va échanger des avis, des conseils de jeu, mais peut également dans le cadre des vieux jeux moins fermement protégés en termes de droit d'auteur se lancer dans la traduction, la réappropriation et la modification du code source.
Le développement d'internet permet d'augmenter le nombre de joueurs possibles et offre des services de communication (forum de discussion par exemple) facilitant cet aspect communautaire.

## Habitudes de consommation
En octobre 2024, une étude de Midia Research montre que plus de 53% des joueurs préfèrent les jeux solos aux autres types de jeux vidéo. L'enquête montre également des différences générationnelles importantes, les jeunes joueurs étant plus tournés vers les jeux multijoueurs que leurs aînés,.
Selon un autre rapport de 2024, toujours réalisé par Midia Research, les joueurs passent plus de temps à regarder des vidéos portant sur le jeu vidéo qu'à jouer : respectivement 8,5 heures par semaine pour la première activité contre 7,4 heures pour l'autre. L'étude poursuit en expliquant que 24% des joueurs sur PC et consoles et 48% des acheteurs en jeu regardent au moins une fois par mois du contenu lié au jeu vidéo,,.

## Dérives et controverses

### Sexisme
Avec l'ouverture du marché aux joueurs occasionnels, le public s'est diversifié et féminisé. Plusieurs polémiques concernant l'intégration des joueuses et l'image des femmes dans les jeux vidéo ont éclaté aussi bien en France, que dans d'autres pays.

### Farming
Avec le développement d'internet et de l'économie virtuelle est apparue une pratique nommée gold farming en anglais. Cette pratique consiste à acquérir des ressources virtuelles dans un jeu — comme EverQuest — et à les échanger contre des devises du monde réel. En jouant sur les inégalités de revenu, un vendeur situé dans un pays en développement peut réaliser un grand bénéfice grâce à des acheteurs vivant dans des pays développés.
Le farming serait particulièrement intense en Chine, où il représente le travail de nombreuses équipes de joueurs salariés mais également des détenus.
Le farming a donné lieu à des procès, menés par des éditeurs comme Blizzard et aussi la prise en compte de cette source de revenus par la fiscalité dans certains pays, comme l'Australie.

### Pratiques extrêmes
Certains joueurs ayant une pratique excessive du jeu vidéo sont décédés de dénutrition ou de fatigue, cependant ces drames sont des cas extrêmement isolés dans le monde.
Certains pays asiatiques tentent de limiter la pratique de certains jeux vidéo, comme c'est le cas de la Corée du Sud avec le jeu StarCraft II. C'est également le cas en Chine, puisque pour lutter contre l’addiction des jeunes, le pays limite dès 2021 l'accès des mineurs aux jeux en ligne à 3 heures par semaine,.
En 2018, l'OMS reconnaît, dans le cas d'une pratique extrême, l'addiction aux jeux vidéo comme une maladie.